# نايجل وليامز (عالم)
نايجل وليامز (بالإنجليزية: Nigel Williams)‏ هو عالم بريطاني، ولد في 15 يوليو 1944 في سري في المملكة المتحدة، وتوفي في 21 أبريل 1992 في العقبة في الأردن.